# Ansamblul Episcopiei Buzăului
Ansamblul Episcopiei Buzăului este un ansamblu de monumente istorice aflat pe teritoriul municipiului Buzău. În Repertoriul Arheologic Național, monumentul apare cu codul 44827.14.

## Monumente de arhitectură
Ansamblul este format din următoarele monumente:
- Biserica „Adormirea Maicii Domnului” (cod LMI BZ-II-m-A-02324.01)
- Paraclis (cod LMI BZ-II-m-A-02324.02)
- Palatul Episcopal (cod LMI BZ-II-m-A-02324.03)
- Seminarul vechi (cod LMI BZ-II-m-A-02324.04)
- Cancelarie (cod LMI BZ-II-m-A-02324.05)
- Turn clopotniță (cod LMI BZ-II-m-A-02324.06)
- Zid de incintă (cod LMI BZ-II-m-A-02324.07)